# Hector Livius Haersma van Vierssen
Hector Livius Haersma van Vierssen (Leeuwarden, 21 mei 1790 - Oudega, 21 december 1839) was een Nederlandse grietman.
Haersma van Vierssen was een zoon van mr. Martinus van Vierssen en Johanna Maria van Haersma. Hij trouwde in 1812 met Gezina Wilhelmina van Swinderen (1792-1836), hun huwelijk werd in 1824 ontbonden. Hoewel zijn achternaam formeel 'Van Vierssen' was, noemde hij zich 'Haersma van Vierssen'. Hij gaf deze naam ook door aan zijn kinderen.
Hij werd lid van de municipale raad en later schout in Oudega, waar hij woonde op Groot Haersma State. Hij was in 1816 na de Franse tijd de eerste grietman van Smallingerland. Hij was daarmee in feite de opvolger van zijn grootvader mr. Hector Livius van Haersma, die in 1795 was afgezet. In 1833 werd hij op zijn verzoek eervol ontslagen door koning Willem I. Hij overleed een aantal jaren later op 49-jarige leeftijd.